# Wolter Kroes
Wolter Kroes (Wormerveer, 24 december 1968) is een Nederlands zanger. Hij is vooral bekend van zijn hits Ik heb de hele nacht liggen dromen, Niet normaal en de nummer 1-hit Viva Hollandia. 

## Biografie
In 1975 kreeg Kroes op 6-jarige leeftijd drumles van de Volendamse drummer Jan Keizer. Kroes begon in 1984 met zangles bij Aleida van Dongen (de tante van cabaretière Lenette van Dongen).
In 1988 won Kroes een talentjacht in een discotheek in Wormerveer (met Spanish Eyes van Al Martino) en in 1989 verscheen zijn debuutsingle Ik mis je elke dag een beetje meer. Enkele jaren later kreeg Kroes een contract aangeboden door Willem van Kooten.
De echte doorbraak kwam in 1995 met Laat me los. Het werd zijn eerste hit. Daarnaast stond Kroes' eerste album met dezelfde naam zeven weken in de Album Top 50. Kroes zingt op dit album onder andere een duet met Willeke Alberti.
De volgende cd De wereld in uit 1997 werd ook een succes. Het nummer Bolero, een van de singles van het album, behaalde de 58e plaats in de Mega Top 100. Daarna was vooral Ik heb de hele nacht liggen dromen een groot succes. In 2006 bracht Kroes het nummer opnieuw uit, dit keer met Guillermo & Tropical Danny.
Er volgden optredens bij grote televisieprogramma's als de Staatsloterijshow, Barend & Van Dorp en Koffietijd. Al snel bereikte Kroes de status van Bekende Nederlander. Deze status zorgde in november 2002 voor een optreden in de Heineken Music Hall in Amsterdam. In december 2003 volgde daar een tweede concert. Vanwege de grote belangstelling gaf Kroes een jaar later voor 10.000 fans een concert in de Rotterdamse Ahoy. In 2005 vulde Kroes tweemaal de Ahoy.
In 2004 zong Kroes op de begrafenis van André Hazes, waarna in november 2005 de cd Laat me zweven uitkwam. In september 2007 bereikte Niet normaal de vierde plaats in de Single Top 100. Een klein jaar later behaalde Kroes zijn eerste nummer 1-hit in juni 2008 met het EK-voetballied Viva Hollandia. Het is zijn 24e hit in de hitlijst. Op 26 mei 2008 was hij gastartiest tijdens Samen met Dré in concert in de Amsterdam ArenA. In 2011 nam Kroes deel aan het programma De beste zangers van Nederland. 
Najaar 2012 deed Kroes mee aan het AVRO-programma Maestro. Hij viel af in aflevering 5.
In de zomer van 2014 nam Wolter Kroes de single Ik ben je prooi uit 2010 opnieuw op met Isabella Smit uit het programma Utopia. Dit deed hij in een daarvoor op het Utopia-terrein gebouwde mobiele studio. De single kwam vanuit het niets op nummer 1 in de Single Top 100. Echter stond de single maar twee weken genoteerd in die lijst en behaalde het een negatief record als 1 na minst succesvolste nummer 1-hit aller tijden. In de Top 40 kwam de single niet.
Wolter Kroes was in 2017 deelnemer aan het programma Het Jachtseizoen van StukTV waarin hij de winnaar was van het 2e seizoen. In 2018 was hij een van de deelnemers van het programma Stelletje Pottenbakkers!, hij verliet het programma in de derde aflevering door een blessure. In het voorjaar van 2021 deed Kroes mee aan De Kluis en was hij te zien als drag Miss Contessa in het televisieprogramma Make Up Your Mind. In 2022 was Kroes een secret singer in het televisieprogramma Secret Duets en was hij met Frans Duijts te zien in het SBS6-programma Code van Coppens: De wraak van de Belgen.
In 2022 deed Kroes mee als de Kikker aan het vierde seizoen Nederlandse programma The Masked Singer op RTL 4, waarin hij in de halve finale afviel. In 2024 was hij te gast in het SBS6-programma Chateau Meiland VIPS. In datzelfde jaar deed hij samen met Brace mee aan het televisieprogramma De Grote Muziekquiz. Ook deed Kroes in 2024 mee aan het televisieprogramma Oh, wat een jaar! Tevens deed Kroes in 2024 samen met John de Bever mee aan het televisieprogramma Het Jachtseizoen. Het was zijn tweede deelname aan dat programma en inclusief De Kluis de derde keer dat hij het tegen StukTV opnam waarbij hij alle drie de keren won. Ook deed Kroes in 2024 mee aan het televisieprogramma DNA Singers waarin hij samen met zijn dochter Pamela zong.
In 2025 was Kroes te zien als hoofdgast in het televisieprogramma Het Holland Huis. In datzelfde jaar deed hij mee aan het televisieprogramma Hart tegen hart.

### Privéleven
Kroes trouwde op 1 juni 2007 in Heemskerk. De bruiloft werd bij Shownieuws exclusief uitgezonden. Samen met zijn vrouw hebben ze vijf kinderen, van wie vier uit eerdere relaties.

## Discografie

### Albums
| Album met eventuele hitnotering(en) in de Nederlandse Album Top 100 | Datum van verschijnen | Datum van binnenkomst | Hoogste positie | Aantal weken | Opmerkingen               |
| ------------------------------------------------------------------- | --------------------- | --------------------- | --------------- | ------------ | ------------------------- |
| Laat me los                                                         | 1994                  | 28-10-1995            | 69              | 6            |                           |
| De wereld in                                                        | 1998                  | -                     |                 |              |                           |
| Niemand anders                                                      | 2000                  | 12-08-2000            | 67              | 4            |                           |
| 24 Uur per dag                                                      | 2002                  | 07-12-2002            | 56              | 2            |                           |
| Het beste Live                                                      | 2003                  | 27-12-2003            | 96              | 1            | Verzamelalbum / livealbum |
| Live in Ahoy                                                        | 2005                  | 12-02-2005            | 32              | 9            | Livealbum                 |
| Laat me zweven                                                      | 2005                  | 24-09-2005            | 8               | 7            |                           |
| Langzaam                                                            | 2006                  | 11-11-2006            | 7               | 4            |                           |
| Echt niet normaal!                                                  | 2008                  | 17-05-2008            | 15              | 12           |                           |
| Feest met Wolter Kroes                                              | 2011                  | 23-07-2011            | 89              | 2            |                           |
| Tussen jou en mij                                                   | 23-09-2011            | 01-10-2011            | 11              | 9            |                           |
| Formidabel                                                          | 2016                  | 15-10-2016            | 15              | 8            |                           |
| We gaan nog even door                                               | 2018                  | 20-10-2018            | 41              | 1            |                           |

### Singles
| Single met eventuele hitnotering(en) in de Nederlandse Top 40 | Datum van verschijnen | Datum van binnenkomst | Hoogste positie | Aantal weken | Opmerkingen                                                                |
| ------------------------------------------------------------- | --------------------- | --------------------- | --------------- | ------------ | -------------------------------------------------------------------------- |
| Laat me los                                                   | 1995                  | 01-07-1995            | 38              | 5            | Nr. 35 in de Single Top 100                                                |
| Geen seconde zonder jou                                       | 1995                  | 07-10-1995            | tip2            | -            | Nr. 38 in de Single Top 100                                                |
| Bolero                                                        | 1997                  | 07-06-1997            | tip11           | -            | Nr. 58 in de Single Top 100                                                |
| Ik heb de hele nacht liggen dromen                            | 2000                  | -                     |                 |              | Nr. 18 in de Single Top 100                                                |
| Jij bent alles voor mij                                       | 2000                  | 02-09-2000            | 37              | 2            | Nr. 28 in de Single Top 100                                                |
| Lekker in mijn vel                                            | 2000                  | -                     |                 |              | Nr. 56 in de Single Top 100                                                |
| Ik ben je prooi (Remix 2000)                                  | 2000                  | -                     |                 |              | Nr. 65 in de Single Top 100                                                |
| Niemand anders                                                | 2001                  | -                     |                 |              | Nr. 36 in de Single Top 100                                                |
| Ik wil je nu                                                  | 2002                  | -                     |                 |              | Nr. 46 in de Single Top 100                                                |
| Je maakt me gek                                               | 2002                  | -                     |                 |              | Nr. 55 in de Single Top 100                                                |
| Papa heb je even tijd                                         | 2004                  | -                     |                 |              | Nr. 96 in de Single Top 100                                                |
| Mag ik met je mee?                                            | 2004                  | -                     |                 |              | Nr. 47 in de Single Top 100                                                |
| Met de gordijnen dicht                                        | 2004                  | -                     |                 |              | Nr. 42 in de Single Top 100                                                |
| Als de muziek begint                                          | 2005                  | -                     |                 |              | Nr. 14 in de Single Top 100                                                |
| Wat een heerlijke dag                                         | 2005                  | 10-09-2005            | tip13           | -            | Nr. 7 in de Single Top 100                                                 |
| Laat me zweven                                                | 2005                  | 24-12-2005            | 30              | 2            | Nr. 11 in de Single Top 100                                                |
| Ik voel me goed                                               | 2006                  | -                     |                 |              | Nr. 35 in de Single Top 100                                                |
| We scoren we winnen!                                          | 2006                  | -                     |                 |              | met Harry Vermeegen / Nr. 51 in de Single Top 100                          |
| Geen dag voorbij                                              | 2006                  | -                     |                 |              | Nr. 77 in de Single Top 100                                                |
| Ik heb de hele nacht liggen dromen...                         | 2006                  | -                     |                 |              | met Guillermo & Tropical Danny / Nr. 28 in de Single Top 100               |
| Niet normaal                                                  | 2007                  | 01-09-2007            | 4               | 8            | Nr. 4 in de Single Top 100                                                 |
| Donker om je heen                                             | 2008                  | 01-03-2008            | 14              | 5            | met André Hazes / Nr. 10 in de Single Top 100                              |
| Viva Hollandia                                                | 2008                  | 12-04-2008            | tip2            | -            |                                                                            |
| Viva Hollandia EK 2008-versie                                 | 2008                  | 31-05-2008            | 1 (2wk)         | 6            | Nr. 1 in de Single Top 100                                                 |
| Groener gras                                                  | 2008                  | -                     |                 |              | Nr. 26 in de Single Top 100                                                |
| Sjalalala (Geniet van elke dag)                               | 2009                  | -                     |                 |              | Nr. 10 in de Single Top 100                                                |
| Ik ben je prooi 2010                                          | 05-03-2010            | -                     |                 |              | Nr. 10 in de Single Top 100                                                |
| Viva Hollandia WK 2010-versie                                 | 2010                  | 26-06-2010            | 21              | 6            | Nr. 3 in de Single Top 100                                                 |
| Laat de zomer in je hart                                      | 2011                  | 23-07-2011            | tip17           | -            | Nr. 7 in de Single Top 100                                                 |
| Breken van de lijn                                            | 2011                  | 17-09-2011            | tip14           | -            | met Pearl Jozefzoon / Nr. 7 in de Single Top 100                           |
| Ben je ook voor Nederland? - De geluksvogeltjesdans           | 15-05-2012            | 02-06-2012            | 3               | 4            | met Yes-R & Ernst Daniël Smid Nr. 4 in de Single Top 100                   |
| Meer dan ooit                                                 | 2012                  | -                     |                 |              | Nr. 98 in de Single Top 100                                                |
| Kerst op z'n best                                             | 07-12-2012            | -                     |                 |              | Nr. 48 in de Single Top 100                                                |
| Koningin van alle mensen                                      | 16-04-2013            | 27-04-2013            | 6               | 3            | als onderdeel van RTL Boulevard United / Nr. 1 in de Single Top 100 / Goud |
| Ik ben je prooi (uit Utopia)                                  | 2014                  | 30-08-2014            | tip14           | -            | met Isabella / Nr. 1 in de Single Top 100                                  |
| Vannacht                                                      | 14-07-2017            | -                     |                 |              | met StukTV / Tip5 in de Single Top 100                                     |
| Heruitgave: Het seizoen van ons                               | 04-05-2018            | -                     |                 |              | met het Metropole Orkest                                                   |
| Viva Hollandia 2021                                           | 2021                  | 19-06-2021            | tip18           | -            | met StukTV                                                                 |

### Dvd's
- Live in Ahoy (2005)
- Uit en thuis (2006) - Docusoap Wolter Kroes
- Wolter Kroes Live in concert in de Heineken Music Hall (2003)

| Dvd's met hitnoteringen in de DVD Top 30  | Datum van verschijnen | Datum van binnenkomst | Hoogste positie | Aantal weken | Opmerkingen |
| ----------------------------------------- | --------------------- | --------------------- | --------------- | ------------ | ----------- |
| Live in concert in de Heineken Music Hall | 2003                  | 21-06-2003            | 11              | 7            |             |
| Live in Ahoy                              | 2005                  | 19-02-2005            | 1(1wk)          | 9            |             |
| Uit & thuis                               | 2006                  | 17-06-2006            | 6               | 7            |             |

## Film
- 2011: Sinterklaas en het Raadsel van 5 December, als beveiliger
- 2022: De Grote Sinterklaasfilm: Gespuis in de speelgoedkluis, als rechercheur